# Agrostis parlatorei
Agrostis parlatorei é uma espécie de gramínea do gênero Agrostis, pertencente à família Poaceae.